# Pristiphora tenuiserra
Pristiphora tenuiserra är en stekelart som först beskrevs av Lindqvist 1958.  Pristiphora tenuiserra ingår i släktet Pristiphora, och familjen bladsteklar. Arten är reproducerande i Sverige.